# Prémio Henri Moissan
O Prémio Henri Moissan (em francês:  Prix Henri Moissan), também conhecido por "Prémio Internacional Henri Moissan" é um prémio trienal, criado no final do Simpósio de 1986 realizado em Paris, para comemorar o centenário do isolamento do flúor por Henri Moissan em junho de 1886.
Roland Bougon foi o responsável pela administração do prémio até 2005, altura em que passou a ser a Fundation de la Maison de la Chimie a gerir este galardão.
Este prémio destina-se a premiar a investigação nos campos de produtos de flúor e fluoreto.

## Laureados[1]
- 1988 - George Cady e Neil Bartlett
- 1991 - Harry J. Emeléus
- 1994 - Robert N. Haszeldine
- 1997 - Paul Hagenmuller
- 2000 - Karl Christe
- 2003 - Richard Chambers
- 2006 - Darryl D. DesMarteau
- 2009 - Herbert Roesky
- 2012 - Alain Tressaud
- 2015 - Surya Prakash